# Fatimih Dávila
Fatimih Dávila (castellà: Fatimih Dávila Sosa)  (Punta del Este, 1 de febrer de 1988 - Ciutat de Mèxic, 2 de maig de 2019) va ser una model i reina de bellesa uruguaiana, guanyadora del certamen Miss Univers Uruguai 2006. Va representar al seu país en el certamen Miss Univers celebrat a Los Angeles (Califòrnia, Estats Units d'Amèrica) el 23 de juliol del 2006.

## Biografia

### Carrera de model
També va representar al seu país en els concursos de bellesa Reina Sud-americana 2006 (on es va situar en el Top 6), Miss Model del Món 2006 (semifinalista), Miss Continent Americà 2006 (primera finalista) i Miss Món a Johannesburg (Sud-àfrica) el 13 de desembre de 2008.

### Carrera de televisió
Va tenir papers secundaris en les telenovel·les El triunfo del amor en TV Universal i Soy tu dueña en Televisa.

### Vida personal
De 2006 a 2011 va viure a la comuna de Las Condes (Santiago de Xile, Xile), i més tard a Ciutat de Mèxic (Mèxic).

### La seva mort
El 2 de maig de 2019 va ser trobada morta en un hotel a Colonia Nápoles, Ciutat de Mèxic. La policia va trobar a la model penjada pel coll a la cambra de bany d'una de les habitacions.
Les primeres investigacions llancen que va arribar a la capital mexicana el 23 d'abril, que un conegut la va ajudar a instal·lar-se a l'hotel i que va tenir una entrevista de treball. S'investiga si va morir a causa d'un suïcidi o algú la va assassinar.